# Cordova (Maryland)
Pour les articles homonymes, voir Cordova.
Cordova est une census-designated place située dans le comté de Talbot, dans l’État du Maryland, aux États-Unis. Lors du recensement de 2020, elle comptait 551 habitants.